# Anton Wieser (Skispringer)
Anton Wieser, genannt Toni Wieser, (* 23. Jänner 1921 in Bischofshofen; † 30. Jänner 1993 in Schwarzach im Pongau) war ein österreichischer Skispringer. Er nahm an den Olympischen Winterspielen 1948 teil und erreichte drei Podestplätze bei internationalen Springen.

## Werdegang
Wieser begann Mitte der 1930er-Jahre mit dem Skispringen. Durch den Zweiten Weltkrieg wurde seine noch junge Karriere, in der er bereits einige Erfolge bei Jugendspringen erzielt hatte, unterbrochen. Nach dem Krieg setzte er seine sportliche Laufbahn umgehend fort und wurde 1946 Salzburger Landesmeister. In den nächsten Jahren gehörte er zur österreichischen Spitze und erreichte bei internationalen FIS-Springen mehrere Podestplätze.
Im Winter 1946/47 sprang Wieser auf der Großschanze in Bischofshofen auf den dritten Rang und im Winter 1947/48 erzielte er zwei zweite Plätze auf der Großschanze in Bischofshofen und auf der Normalschanze in Zell am See sowie drei weitere Top-5-Resultate. Damit kam er auch in die Mannschaft für die Olympischen Winterspiele 1948 in St. Moritz, wo er auf der Normalschanze als drittbester Österreicher den 28. Platz belegte.
In den folgenden Jahren sprang Wieser nur noch selten unter die besten zehn. Im Winter 1949/50 kam er auf Platz sieben auf der Großschanze in Ponte di Legno und im Winter 1952/53 erreichte er mit Platz sieben auf der Normalschanze in Celje und Platz acht auf der Normalschanze in Marburg seine letzten internationalen Top-10-Resultate. Auf nationaler konnte er noch länger in den vorderen Rängen mithalten. Bei seinen Springen auf der Vierschanzentournee war ein 20. Platz in Innsbruck 1953 das beste Ergebnis.
Nach seiner aktiven Laufbahn wurde Wieser Skisprungtrainer und übernahm von 1965 bis 1972 die sportliche Ausbildung der Jugendmannschaft des Österreichischen Skiverbandes. 1972 erhielt er für seine Verdienste um den österreichischen Skisprungsport das Ehrenzeichen des ÖSV.